# Bae Jeong-min
Bae Jeong-min (kor. 배정민; * 16. Juni 2001) ist ein südkoreanischer Fußballspieler.

## Karriere
Bae Jeong-min erlernte das Fußballspielen in der japanischen Schulmannschaft der Komazawa University Tomakomai High School sowie in der japanischen Universitätsmannschaft der Kyushu Sangyo University. Seinen ersten Vertrag unterschrieb er am 1. Februar 2024 bei Roasso Kumamoto. Der Verein aus Kumamoto spielt in der zweiten Liga, der J2 League. Sein Zweitdebüt gab er am 25. Februar 2024 (1. Spieltag) im Heimspiel gegen Shimizu S-Pulse. Bei der 1:2-Heimniederlage stand er in der Startelf und wurde in der 68. Minute gegen Shun Osaki ausgewechselt.